# 薄荷穗属
薄荷穗属是唇形科薄荷族的一个属，由芳香蔓生灌木组成。 它沿着安第斯山脉生长，从委内瑞拉北部经哥伦比亚、厄瓜多尔、秘鲁、玻利维亚到阿根廷中部。 

## 名称
薄荷穗属的学名 Minthostachys 源自希腊语的通用名称（minthe：薄荷，stachys：穗）。 该属的物种与薄荷属的物种相似，因为它们外观相似的花和存在精油，尽管这两个属并不相互关联。

## 利用和保护
薄荷穗属植物因其丰富的精油含量而受到当地居民的重视，其中精油主要是普乐高和薄荷酮 ，还有柠檬烯、香芹酮、香芹酚、百里酚和类似物质。它们被用作调味品，可药用，可预防呼吸系统和消化系统疾病，传统上可用于保护储存的块茎免受虫害，特别是在秘鲁南部。 在阿根廷和秘鲁，其精油被大规模地商业开采，至少在本地，这导致近年来的过度开采。 阿根廷研究人员正在寻找保护薄荷穗属的方法，或将其用于种植以满足日益增长的需求。 

## 重要物种及共同的名字
薄荷穗属最广为人知的物种是分布于委内瑞拉到玻利维亚的软薄荷穗（Minthostachys mollis）和阿根廷的Minthostachys verticillata 。许多物种具有相对有限的分布，但在当地很常见，例如拉巴斯附近的Minthostachys acutifolia和玻利维亚中部的Minthostachys ovata 。 
安第斯山脉人民使用的常用名通常不会区分物种，但其名称因地区而异。在厄瓜多尔该属被称为Tipo或poleo，在秘鲁北部称作chancua，从秘鲁中部到玻利维亚称作muña，在阿根廷称其为peperina。 

## 物种
目前公认的物种，
1. Minthostachys acris Schmidt-Leb. - 秘鲁
2. Minthostachys acutifolia Epling - 玻利维亚
3. Minthostachys andina (Britton ex Rusby) Epling - 玻利维亚拉巴斯地区
4. Minthostachys diffusa Epling - 玻利维亚拉巴斯地区
5. Minthostachys dimorpha Schmidt-Leb. - 秘鲁
6. Minthostachys elongata Schmidt-Leb. - 玻利维亚拉巴斯地区
7. Minthostachys fusca Schmidt-Leb. - 玻利维亚拉巴斯地区
8. Minthostachys glabrescens (Benth.) Epling - 厄瓜多尔
9. Minthostachys latifolia Schmidt-Leb. - 秘鲁、玻利维亚
10. Minthostachys mollis (Benth.) Griseb. - 委内瑞拉、哥伦比亚、厄瓜多尔、秘鲁
11. Minthostachys ovata (Briq.) Epling - 玻利维亚
12. Minthostachys rubra Schmidt-Leb. - 厄瓜多尔
13. Minthostachys salicifolia Epling - 秘鲁
14. Minthostachys septentrionalis Schmidt-Leb. - 委内瑞拉、哥伦比亚
15. Minthostachys setosa (Briq.) Epling - 玻利维亚
16. Minthostachys spicata (Benth.) Epling - 厄瓜多尔、秘鲁
17. Minthostachys verticillata (Griseb.) Epling - 阿根廷